# Метрополітен Белу-Оризонті

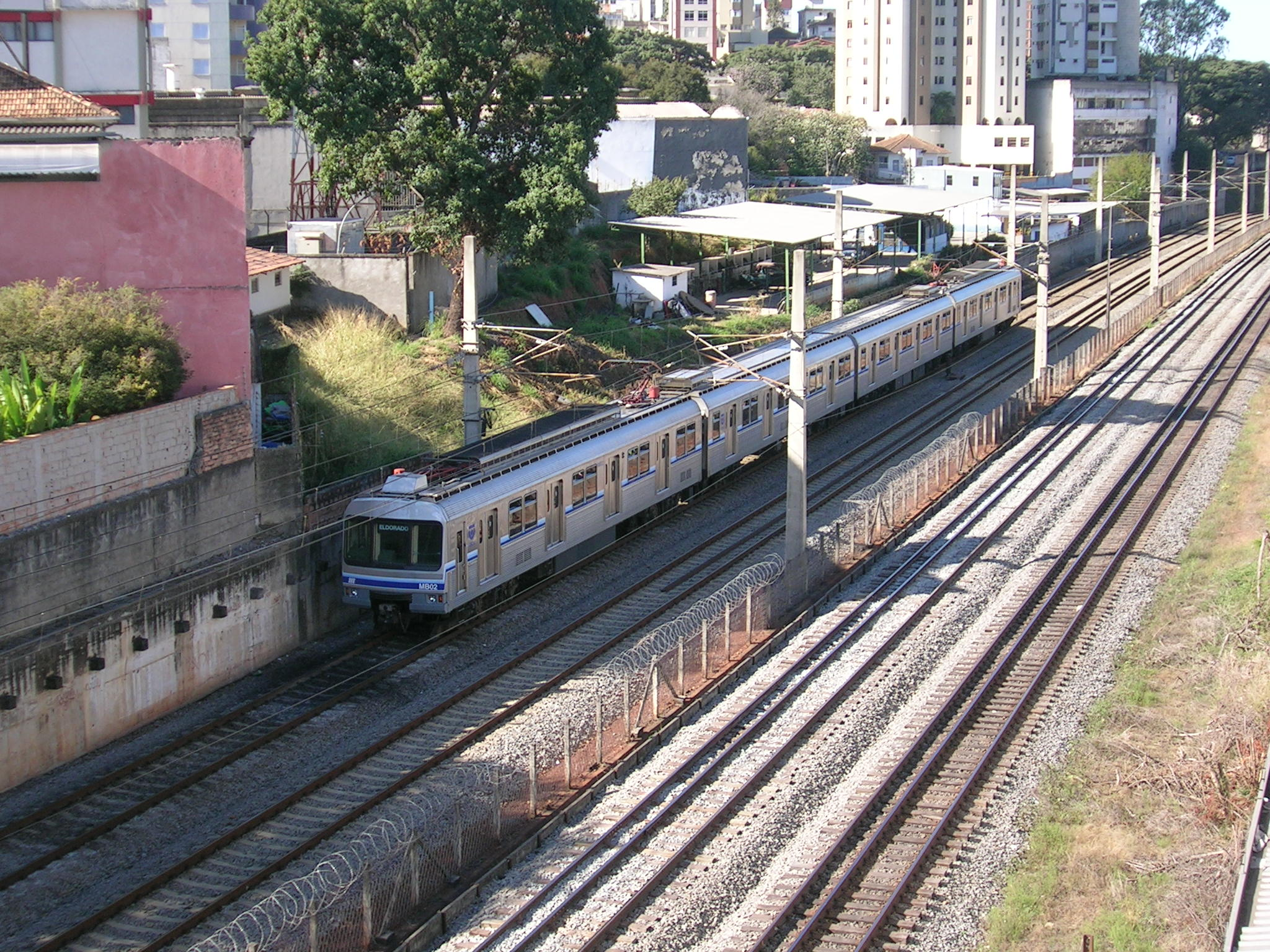
Метропоїзд

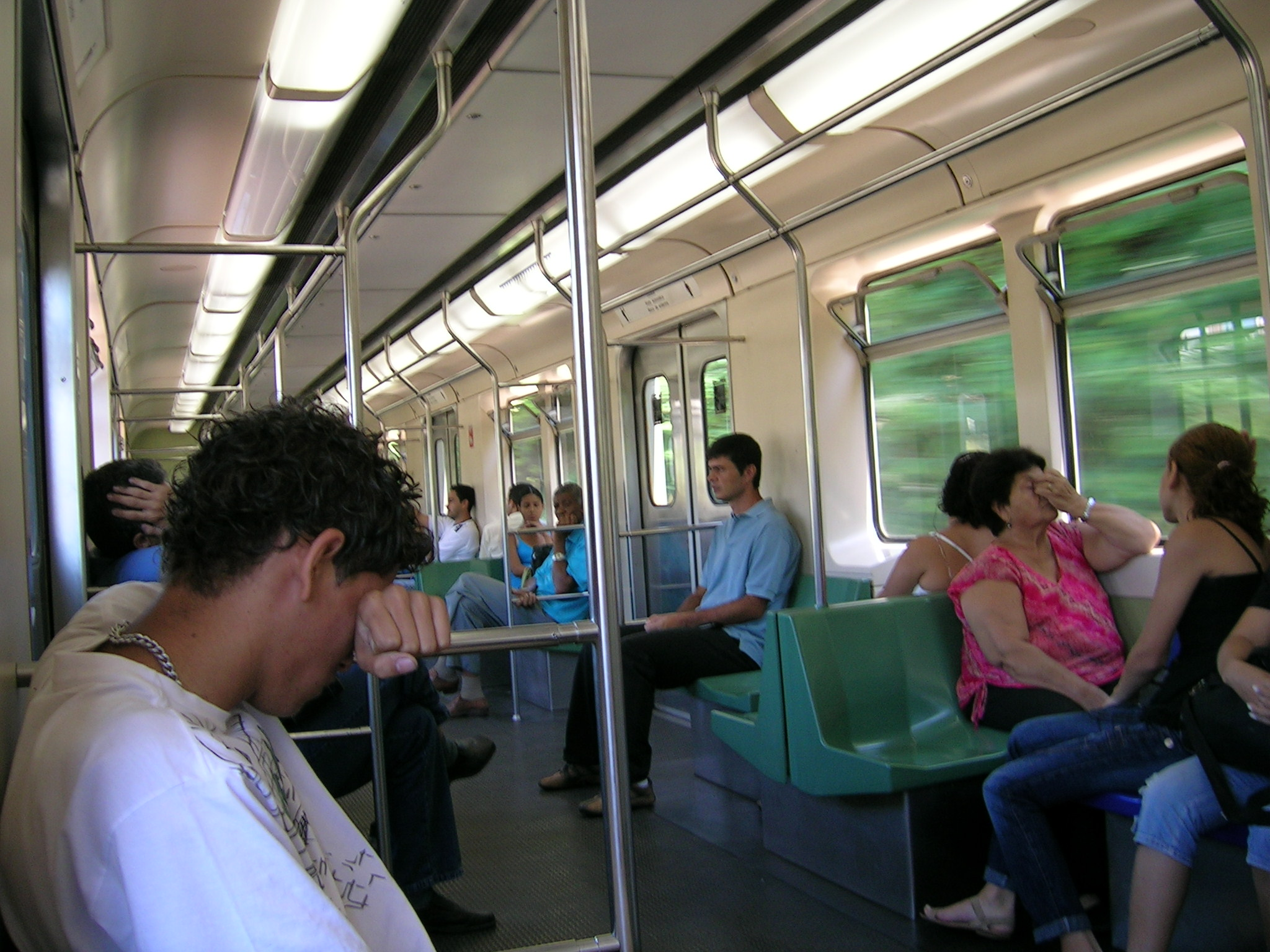
У вагоні метро

Метрополітен Белу-Оризонті (порт. Metrô de Belo Horizonte) — метрополітен міста Белу-Оризонті, столиці бразильського штату Мінас-Жерайс. Складається з однієї наземної лінії протяжністю 28,2 км, що перетинає місто з заходу на північний схід, та 19 станцій. Щодня перевозить близько 145 тисяч пасажирів. Керується Бразильською компанією міських поїздів (CBTU).

## Історія
Комерційна експлуатація метрополітену в Белу-Оризонті розапочалася 1 січня 1986 року. На той час лінія складалася з 6 станцій (Елдораду—Лагоінья), мала довжину 10,8 км та обслуговувалась всього трьома поіздами. У 1987 році була додана станція Сентрал та ще два поїзди.
З 7 листопада 2005 року всі тимчасові станції почали працювати повноцінно, сформувавши таким чином Лінію 1 (Елдораду—Віларінью).
У зв'язку з будівництвом нового Адміністративного центру уряду штату компанія CBTU планує продовжити Лінію 1, додавши після Віларінью 3 підземних станції: Венда Нова (авеню Віларінью), Серра Верді (авеню Фінландія) та Сентру Административу.
У травні 2009 року Белу-Оризонті був обраний одним з місць проведення Чемпіонату світу з футболу 2014. Серед умов було будівництво метро від центру міста до  Пампульї/Мінейрао (Лінія Савасси—Пампулья). На даний момент проект лінії ще не готовий. Не визначено навіть точне місце її проходження (паралельно авеню Антоніу Карлус чи іншим маршрутом).

## Характеристики
- Ширина колії — 1600 мм
- Напруга — постійний струм 3000 В (повітряна контактна мережа)
- Максимальна швидкість — 80 км/г.

## Лінії метро
| Лінія | Маршрут              | Дата відкриття | Протяжність (км) | Кількість станцій | Тривалість поїздки за маршрутом | Режим роботи             |
| ----- | -------------------- | -------------- | ---------------- | ----------------- | ------------------------------- | ------------------------ |
| 1     | Eldorado ↔ Vilarinho | 1 серпня 1986  | 28,1             | 19                | ---                             | Денний, з 05:45 по 23:00 |

### Перспективні лінії
| Лінія | Маршрут                 | Дата відкриття | Протяжність (км) | Кількість станцій | Тривалість поїздки (хвилин) | Статус       |
| ----- | ----------------------- | -------------- | ---------------- | ----------------- | --------------------------- | ------------ |
| 2     | Barreiro ↔ Santa Tereza | ---            | 21               | 11                | ---                         | Будується    |
| 3     | Pampulha ↔ Savassi      | ---            | 12,5             | 11                | ---                         | Проектується |